# إينجمار هيدبيرغ
إينجمار هيدبيرغ (بالسويدية: Ingemar Hedberg)‏ هو كاياكير سويدي، ولد في 8 مارس 1920 في أوربرو في السويد.

## وصلات خارجية
- إينجمار هيدبيرغ على موقع اللجنة الأولمبية الدولية (الإنجليزية)
- إينجمار هيدبيرغ على موقع أوليمبيديا (الإنجليزية)
- إينجمار هيدبيرغ على موقع اللجنة الأولمبية السويدية (السويدية)